# 二条尹房
二条 尹房（にじょう ただふさ）は、戦国時代の公家。二条家の13代当主。

## 生涯
明応5年（1496年）10月12日、二条尚基の子として誕生。母は家女房。
明応6年（1497年）10月、父・尚基が零落のために死去した。父の死去に伴い、2歳で家督を継いだため、祖母の水無瀬兼子（細川教春の女、水無瀬季兼猶子）の手で育てられた。
永正5年（1508年）、13歳で元服した。その際、家の慣例により、室町幕府の将軍・足利義尹（のちの義稙）から偏諱を賜い、尹房と名乗った。
永正8年（1511年）3月、従三位に叙されて公卿に列し、権中納言や権大納言・右近衛大将を経て、同12年（1515年）に従二位・内大臣に叙任。同15年（1518年）、関白・右大臣に昇った後、大永元年（1521年）7月に左大臣に転じ、同2年（1522年）1月には従一位に叙された。同5年（1525年）4月、関白を辞職。
大永8年（1528年）、尹房は備前への一時下向を皮切りとして、家領回復のため、備前や備後、若狭、加賀といった地方にたびたび在国した。もともと、二条家はほかの摂関家に比べて所領が少なく、経済基盤が脆弱であり、さらに戦乱の拡大によって、父・尚基の代から経済状況が苦しくなっていた。
天文2年（1533年）2月、准三宮宣下を受け、同3年（1534年）12月には関白に還補されたが、これは後奈良天皇の即位礼での印明伝授のためだった。
天文5年（1536年）、尹房は勧修寺家と争っていた加賀の公家領・井家荘（現石川県津幡町）の領家職について、本願寺証如に還付を要請した。そして、関白を辞して井家荘に下向し、同10年（1541年）まで直務を行った。
天文13年（1544年）4月、尹房は尼子氏と大内氏との抗争調停のために出雲（一説に備後）へ一旦下向したが、大内義隆の招きもあり、翌14年（1545年）以降は次男・良豊とともに周防山口に滞在した。
天文20年（1551年）8月、尹房は山口において、義隆の重臣・陶晴賢の謀反事件（大寧寺の変）に遭遇した。尹房は内藤興盛に使者を送って和睦斡旋を懇願するも聞き入れられず、29日に良豊や三条公頼、持明院基規、大宮伊治とともに陶軍の手で殺害された。享年56（満54歳没）。二条家は当主が2代続けて悲壮な死を迎えることとなり、さらに悲惨な状況に追いやられた。

## 墓所
尹房の墓は、山口県長門市大寧寺にある。

## 系譜
- 父：二条尚基（1471-1497）
- 母：家女房
- 妻：九条経子 - 九条尚経の娘
  - 男子：二条晴良（1526-1579）
- 生母不明の子女
  - 次男：二条良豊（1536-1551）
  - 男子：尋憲
  - 女子
  - 女子：花山院家輔猶子 - 正親町天皇尚侍